# Karl-Gottfried Nordmann

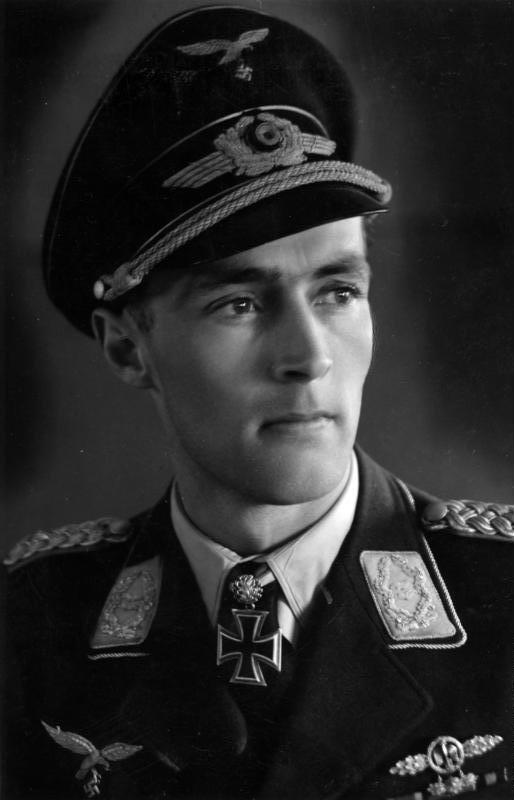
Nordmann im April 1943

Karl-Gottfried Nordmann (* 22. November 1915 in Gießen; † 22. Juli 1982 in Greenwich) war Jagdpilot der Luftwaffe im Zweiten Weltkrieg.

## Leben
Nordmann war der Sohn eines Arztes.

### Zeit des Nationalsozialismus
Am 6. April 1936 der Luftwaffe als Fahnenjunker beigetreten, wurde Nordmann am 1. Januar 1938 zum Leutnant befördert. Als solcher war er von März bis April 1938 Angehöriger des Kampfgeschwaders 253. Nach seiner Jagdfliegerausbildung flog Nordmann im Rahmen des Deutschen Überfalls auf Polen im Lehrgeschwader 2, wo ihm der erste Luftsieg gelang. Am 1. April 1940 zum Oberleutnant befördert, folgten ab Mai 1940 Einsätze im Westfeldzug.
Im Sommer 1940 wurde er Staffelkapitän im Jagdgeschwader 51. Nach seiner Beteiligung an der Luftschlacht um England, wurde das Geschwader mit Beginn des deutschen Überfalls auf die Sowjetunion an die Ostfront verlegt. Dort stieg Nordmann im Juli 1941 zum Gruppenkommandeur der IV. Gruppe des Geschwaders auf. Am 1. August 1941 wurde ihm, nach nunmehr 31 Luftsiegen, das Ritterkreuz des Eisernen Kreuzes verliehen. Nur wenige Wochen später wurde Nordmann, nach jetzt 59 Luftsiegen, am 16. September 1941 durch Hitler das Eichenlaub zum Ritterkreuz verliehen. Am 19. September erfolgte die Beförderung zum Hauptmann. Am 10. April 1942 wurde Nordmann als Nachfolger von Günther Lützow Geschwaderkommodore des Jagdgeschwaders 51, welches er sodann bis 30. März 1944 kommandierte. Am 18. Juni 1942 wurde er in dieser Stellung zum Major befördert. Am 26. Juni des gleichen Jahres erlitt Nordmann nach einem missglückten Landemanöver mit Überschlag einen Schädelbasisbruch, flog im Juli und Anfang August allerdings noch einige Male. Nachdem seine Frontdienstuntauglichkeit festgestellt wurde, schloss sich ein längerer Lazarettaufenthalt an, so dass er erst im Dezember 1942 wieder an die Front zurückkehren konnte. Sein Vertreter war Joachim Müncheberg. Nach seiner Rückkehr errang Nordmann am 16. Dezember 1942 seinen 78. und letzten Luftsieg. Der am 1. August 1943 zum Oberstleutnant beförderte Nordmann war ab 28. November 1943 Inspizient der Tagjagd-Ost. und wurde am 1. Mai 1944 Jagdfliegerführer 6 ernannt und koordinierte die wenigen Jagdflieger der Luftflotte 6 während der sowjetischen Sommeroffensive Operation Bagration. Am 30. Januar 1945 wurde Nordmann zum Oberst befördert. Zuletzt war Nordmann Kommandeur der 1. Jagddivision.

### Nachkriegszeit
Nordmann trat der Daimler-Benz AG, der Muttergesellschaft von Mercedes-Benz of North America, im Jahr 1950 als Mitglied bei und wurde später Leiter der Abteilung Verkaufsförderung. Von 1971 bis 1981 war er Präsident von Mercedes-Benz of North America.
Nordmann war verheiratet mit Tina, hatte einen Sohn Peter und eine Tochter Corinne.